# Freestone County
Freestone County är ett administrativt område i delstaten Texas, USA, med 19 816 invånare (2010). Den administrativa huvudorten (county seat) är Fairfield. 

## Geografi
Enligt United States Census Bureau så har countyt en total area på 2 310 km². 2 271 km² av den arean är land och 39 km² är vatten. 

### Angränsande countyn
- Henderson County - nord
- Anderson County - nordöst
- Leon County - sydöst
- Limestone County - sydväst
- Navarro County - nordväst

### Orter
- Fairfield
- Kirvin
- Oakwood
- Streetman
- Teague
- Wortham